# Новобобрівське
Новобобрі́вське (до 1945 року — Бага́; крим. Bağa) — село в Україні, у Бахчисарайському районі Автономної Республіки Крим.
Населення становить 296 осіб.
Відстань від райцентру становить 27 кілометрів по прямій.

## Географія
Селом протікає річка Бага.

## Історія
7 вересня 2023 року село перейшло зі складу міста зі спеціальним статусом Севастополь до Бахчисарайського району Автономної Республіки Крим.
У 2023 році у проєкті Постанови Верховної Ради України «Про перейменування деяких населених пунктів Автономної Республіки Крим» село запропоновано перейменувати на Бага.